# Promozione Trentino-Alto Adige 1990-1991
Nella stagione 1990-1991 la Promozione era sesto livello del calcio italiano (il massimo livello regionale). Qui vi sono le statistiche relative al campionato in Trentino-Alto Adige.
Il campionato è strutturato in vari gironi all'italiana su base regionale, gestiti dai Comitati Regionali di competenza. Promozioni alla categoria superiore e retrocessioni in quella inferiore non erano sempre omogenee; erano quantificate all'inizio del campionato dal Comitato Regionale secondo le direttive stabilite dalla Lega Nazionale Dilettanti, ma flessibili, in relazione al numero delle società retrocesse dal Campionato Interregionale e perciò, a seconda delle varie situazioni regionali, la fine del campionato poteva avere degli spareggi sia di promozione che di retrocessione.

## Squadre partecipanti
| Squadra                         | Città                              |
| ------------------------------- | ---------------------------------- |
| S.S.V. Bruneck                  | Brunico (BZ)                       |
| S.S. Condinese                  | Condino (TN)                       |
| A.S. Fersina                    | Pergine Valsugana (TN)             |
| U.S. Gardolo                    | Trento (TN)                        |
| U.S. Garibaldina                | San Michele all'Adige (TN)         |
| U.S. Lagarina                   | Villa Lagarina (TN)                |
| A.S. Laives                     | Laives (BZ)                        |
| U.S. Levico Terme               | Levico Terme (TN)                  |
| U.S. Passirio Merano            | Merano (BZ)                        |
| A.C. Pinzolo                    | Pinzolo (TN)                       |
| U.S. Rotaliana                  | Mezzolombardo (TN)                 |
| U.S. Salurn                     | Salorno (BZ)                       |
| A.S.C. Sankt Martin in Passeier | San Martino in Passiria (BZ)       |
| S.C. Sankt Pauls                | Appiano sulla Strada del Vino (BZ) |
| S.S.V. Taufers                  | Campo Tures (BZ)                   |
| S.V. Ulten                      | Ultimo (BZ)                        |

## Classifica finale
|  | Pos. | Squadra               | Pt | G  | V  | N  | P  | GF | GS | DR  |
|  | ---- | --------------------- | -- | -- | -- | -- | -- | -- | -- | --- |
|  | 1.   | Leifers               | 41 | 30 | 16 | 9  | 5  | 41 | 20 | +21 |
|  | 2.   | Passirio Merano       | 41 | 30 | 16 | 9  | 5  | 60 | 33 | +27 |
|  | 3.   | Lagarina              | 32 | 30 | 10 | 12 | 8  | 28 | 23 | +5  |
|  | 4.   | Levico Terme          | 32 | 30 | 12 | 8  | 10 | 32 | 37 | -5  |
|  | 5.   | Fersina               | 31 | 30 | 9  | 13 | 8  | 39 | 29 | +10 |
|  | 6.   | Sankt Martin Passeier | 31 | 30 | 10 | 11 | 9  | 27 | 24 | +3  |
|  | 7.   | Salurn                | 31 | 30 | 10 | 11 | 9  | 38 | 39 | -1  |
|  | 8.   | Rotaliana             | 31 | 30 | 10 | 11 | 9  | 28 | 32 | -4  |
|  | 9.   | Sankt Pauls           | 30 | 30 | 8  | 14 | 8  | 30 | 29 | +1  |
|  | 10.  | Condinese             | 30 | 30 | 10 | 10 | 10 | 36 | 37 | -1  |
|  | 11.  | Ulten                 | 28 | 30 | 11 | 6  | 13 | 33 | 49 | -16 |
|  | 12.  | Bruneck               | 28 | 30 | 9  | 11 | 10 | 27 | 29 | -2  |
|  | 13.  | Garibaldina           | 28 | 30 | 6  | 16 | 8  | 35 | 33 | +2  |
|  | 14.  | Taufers               | 27 | 30 | 7  | 13 | 10 | 33 | 34 | -1  |
|  | 15.  | Gardolo               | 24 | 30 | 5  | 14 | 11 | 18 | 26 | -8  |
|  | 16.  | Pinzolo               | 14 | 30 | 3  | 8  | 19 | 18 | 49 | -31 |

- Laives rinuncia alla promozione
- Spareggio per il primo posto a Termeno: Laives-Passirio 2-1
- Spareggio per ammissione in Eccellenza a Caldaro: Bruneck-Garibaldina 1-0